# Pietro II di Giavarino
Pietro (in ungherese Péter; 1175 circa – Anti-Libano, 1218) fu un ecclesiastico ungherese vissuto a cavallo tra il XII e il XIII secolo che occupò la carica di vescovo di Győr dal 1205 al 1218.
In precedenza, fu cancelliere alla corte reale di Emerico d'Ungheria tra il 1202 e il 1204 e partecipò alla quinta crociata, dove fu ucciso nel corso di una battaglia combattuta contro gli Ayyubidi. Alcuni storici lo hanno identificato con l'anonimo notaio di re Béla, autore delle Gesta Hungarorum.

## Biografia

### Primi anni
Stando a un documento della corona del 1217, Pietro (anche riportato dalle fonti come Pescha e Pechse, a testimonianza delle sue origini magiare) nacque intorno al 1175 e aveva all'incirca la stessa età di re Andrea II, con il quale crebbe alla corte del padre di quest'ultimo, re Béla III. La ricostruzione dei primi anni di vita di Pietro appare incerta e controversa, principalmente a seconda delle diverse ricostruzioni fornite dagli studiosi che a volte lo hanno identificato con l'anonimo notaio di re Béla, il cronista autore delle Gesta Hungarorum. Nel 1966, la rivista letteraria Irodalomtörténeti Közlemények pubblicò gli articoli di János Horváth Jr. e Károly Sólyom, che in due lavori distinti hanno per primi sostenuto che l'anonimo notaio potesse corrispondere a Pietro, vescovo di Győr. In seguito, altri storici, tra cui György Györffy e Gyula Kristó, hanno rigettato tale teoria e tuttora non vi è uniformità di pareri tra gli esperti. I dubbi sono stati generati dal passaggio «P dictus magister» riportato nella prima frase delle Gesta Hungarorum. Il testo potrebbe riferirsi a un uomo il cui monogramma era P – poiché la maggioranza degli storici ha condiviso questa opinione e ha cercato di trovare persone di chiesa contemporanee con l'iniziale "P" – oppure potrebbe essere un'abbreviazione del termine latino che sta per «predetto» (praedictus), un riferimento questo a un nome riportato sul frontespizio oggi andato perduto.

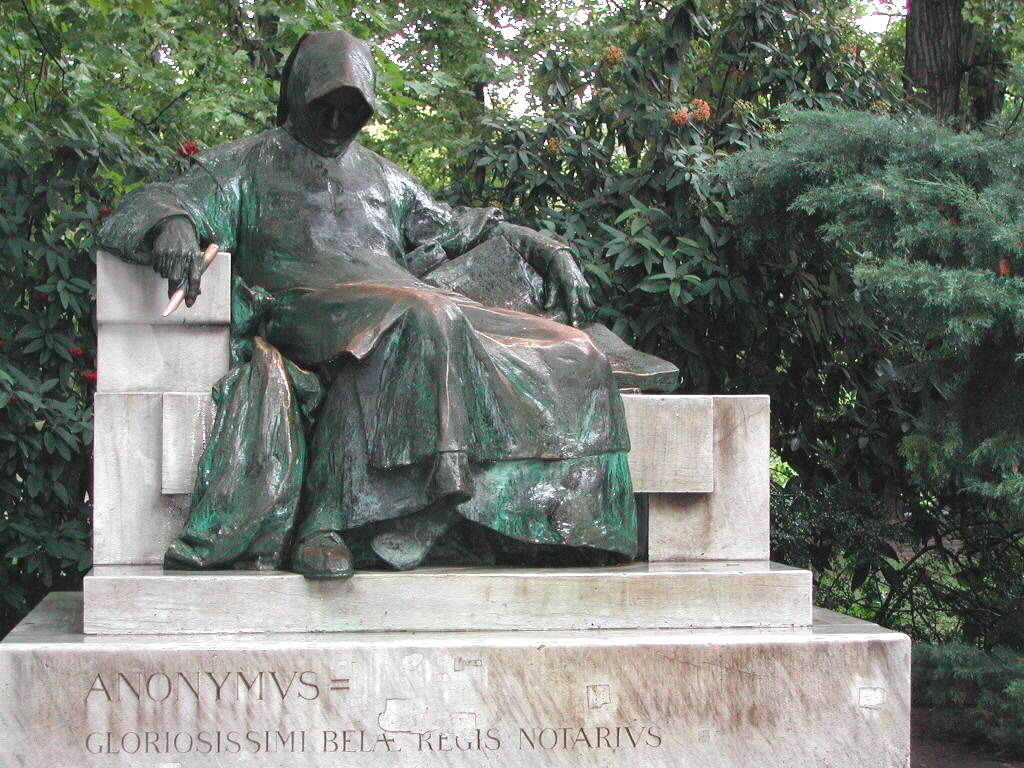
Statua del XX secolo dedicata all'anonimo notaio di re Béla, autore delle Gesta Hungarorum, nel castello Vajdahunyad, a Budapest

Il filologo János Horváth, sostenitore della teoria secondo cui Pietro corrispondesse all'anonimo notaio, ha considerato il suo nome di battesimo, appunto Pietro, e da qui lo ha associato a un certo vescovo Torda (Turda), il suo nome pagano, figlio del dux Velek, che fu menzionato da Andrea II nel 1225. Alla luce di una simile ricostruzione, la madre di Pietro dovrebbe essere una donna greca, forse una damigella d'onore della prima moglie di Béla, Agnese d'Antiochia, la cui potenziale sorella Anna avrebbe sposato Bors, figlio di Domenico Miskolc, e Margherita, sposa di un non meglio identificato bano di nome Stefano. Di conseguenza, Pietro sarebbe disceso dalla stirpe del capotribù Velek, che aveva partecipato alla conquista ungherese del bacino dei Carpazi ed è un personaggio ricorrente nella Gesta Hungarorum. Poiché l'autore dimostra una conoscenza approfondita di quanto situato lungo il corso superiore del fiume Tibisco, in particolare delle terre vescovili della diocesi di Eger, lo storico Károly Sólyom, un altro esperto che ha identificato l'anonimo con il vescovo in esame, ha affermato che il duca Andrea e Pietro trascorsero la propria gioventù nel castello episcopale di Pietro, vescovo di Eger, tra 1180 e 1190. Durante quel periodo, si fece strada l'ipotesi di proporre il giovane duca Andrea come potenziale pretendente del vicino principato di Galizia. Indipendentemente dalla sua identificazione con il notaio anonimo, Sólyom ha ritenuto che anche il vescovo Pietro fosse originario delle terre di confine del comitato di Zaránd, sulla base di altre varianti del suo nome presenti nei documenti dell'epoca. Lo studioso ha inoltre ponderato che la città di Pecica (Pécska), oggi in Romania, prendesse il nome da lui.
Pietro frequentò un'universitas francese (presumibilmente l'abbazia di Santa Genoveffa o l'Università di Parigi) dal 1190 al 1194, divenendo infine dottore in diritto canonico. Potendosi fregiare del titolo di magister, ciò dovrebbe dimostrare il suo tasso di competenza e conoscenza del sapere. Secondo Károly Sólyom, Pietro studiò insieme a un suo amico, l'«erudito» Nicola Csák (fratello o nipote del vescovo Ugrino Csák). Sulla base di quest'informazione, si è immaginato che in seguito l'autore delle Gesta avesse dedicato la sua opera al «venerabilissimo uomo N», ovvero Nicola. Pietro avrebbe tratto spunto dalla Storia di Troia di Darete Frigio, qualora l'identificazione del cronista risultasse corretta. Tornato in Ungheria, Pietro ricoprì la carica di notaio nella cancelleria di Béla III tra il 1194 e il 1196, come hanno ritenuto sia János Horváth sia Károly Sólyom (l'anonimo scrive nell'incipit della sua fatica di essere «Bele regis notarius», ovvero «notaio del re Béla»). Stando all'interpretazione di Sólyom, il giovane Pietro lavorò alle Gesta Hungarorum più tardi, ossia tra il 1196 e il 1198, dopo la morte di Béla III (mentre la maggioranza degli storici ha ipotizzato che l'anonimo fosse in età avanzata, quando il testo fu completato all'inizio del XIII secolo), ma prima della sua elezione a prevosto di Székesfehérvár (poiché l'anonimo si definisce soltanto magister nella sua opera). Poiché quest'ultimo conosceva e ricorreva a cronache aragonesi come fonte, Sólyom ha ipotizzato che il giovane ecclesiastico di corte Pietro fosse un membro della missione diplomatica ungherese che scortò Costanza d'Aragona in Ungheria per diventare la moglie di Emerico, re dei magiari, intorno al 1197 o 1198.
Pietro era già prevosto di Székesfehérvár quando fu nominato cancelliere della corte reale nel 1202. Un grado simile di fiducia lascia intuire che, nonostante i suoi legami giovanili con Andrea, fosse anche un confidente di re Emerico, il cui intero dominio fu caratterizzato dalle lotte per il trono ungherese con il suo giovane consanguineo (cosiddetta guerra dei fratelli). Pietro ricoprì il suo incarico fino alla morte di Emerico, avvenuta nel 1204. È possibile che si tratti dello stesso magister Pietro recatosi in visita diplomatica a Roma nel novembre del 1204, come riferito da una lettera di papa Innocenzo III. Qualora Pietro fosse una persona diversa dall'anonimo autore delle Gesta Hungarorum, gli unici dati certi inerenti alla sua giovinezza riguarderebbero l'esser nato nel 1175 circa e l'aver trascorso l'infanzia nei pressi del duca Andrea. I documenti contemporanei conservano altre varianti del suo nome: Pescha, Pechse e Pethse. Fu prevosto di Albareale e cancelliere reale dal 1202 al 1204, prima di diventare vescovo di Győr fino alla sua morte.

### Vescovo di Giavarino
A cavallo tra il 1204 e il 1205, in seguito al trasferimento di Ugrino Csák all'arcidiocesi di Esztergom, Pietro fu eletto vescovo di Giavarino. Divenne dunque un fedele confidente del duca Andrea, che amministrava il regno per conto dell'ancora troppo giovane nipote Ladislao III. Secondo gli Annales Admontenses, quando il giovane Ladislao morì in esilio a Vienna nel maggio del 1205, il vescovo di Győr (quasi sicuramente Pietro) ne trasportò la salma, la Sacra Corona e le insegne reali a Székesfehérvár, dove il defunto fu sepolto nella basilica locale. È plausibile che Pietro fosse presente anche all'incoronazione di Andrea II il 29 maggio. Nei documenti e negli statuti nazionali dell'epoca, Pietro compare per la prima volta come suffraganeo il 1º agosto 1205, quando era ancora designato vescovo eletto. Durante il suo vescovado, Pietro appoggiò gli sforzi di Andrea II, che introdusse una nuova politica per le concessioni reali detta delle "nuove istituzioni" in uno dei suoi statuti.

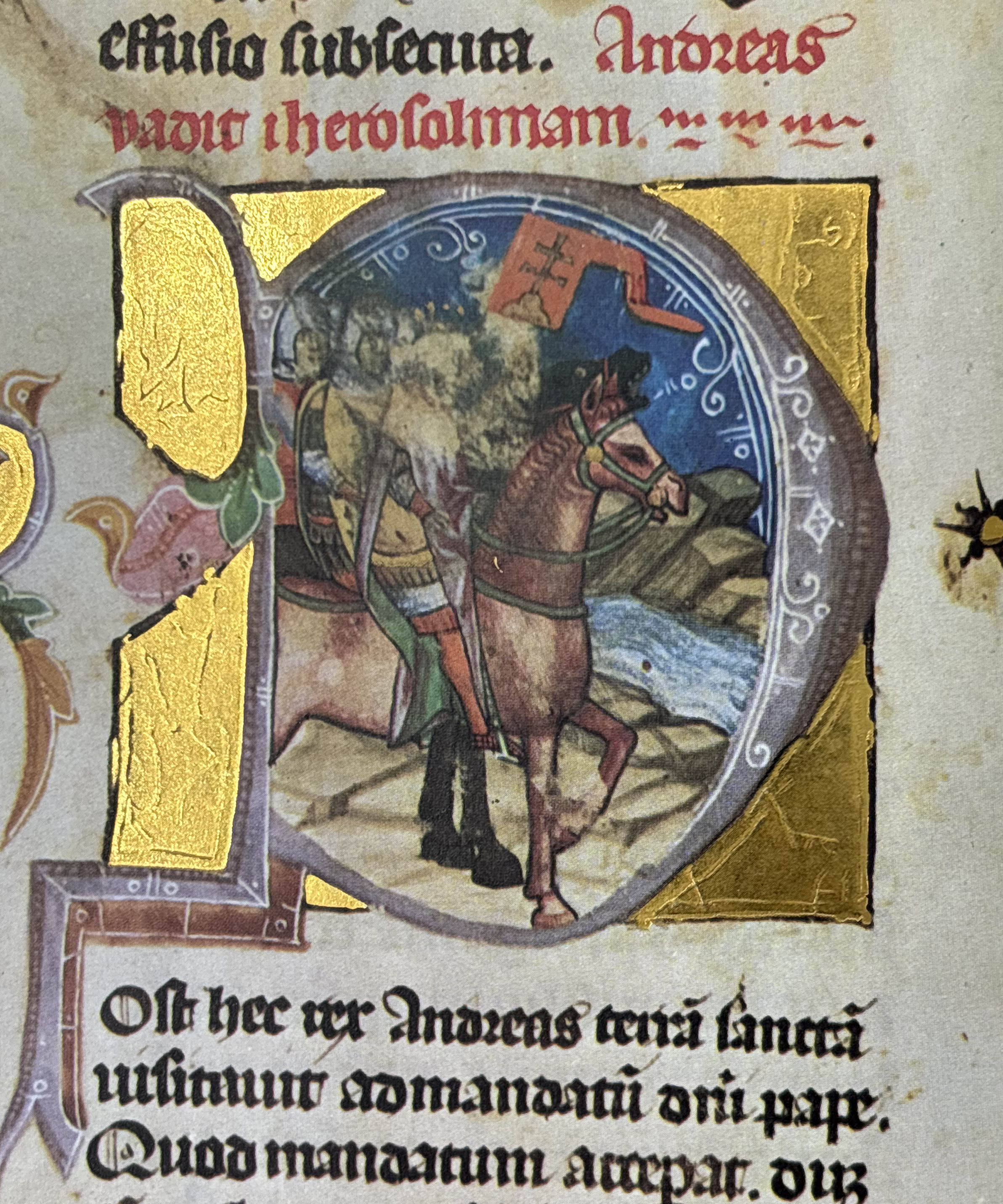
Andrea II alla testa del suo esercito di combattenti durante la quinta crociata. Miniatura tratta dalla Chronica Picta

Nel decennio successivo, Pietro fu coinvolto in varie controversie e cause ecclesiastiche in qualità di fiduciario e arbitro papale grazie alla sua elevata istruzione, oltre alla sua competenza in diritto canonico. Appoggiò la contestata elezione di Giovanni, nominato arcivescovo di Esztergom in un clima tormentato, nell'ambito della controversia legale che ne conseguì e che fu sottoposta al giudizio di papa Innocenzo. Quando re Andrea nominò suo cognato, Bertoldo, Innocenzo rifiutò di confermare la sua nomina, in quanto non aveva ancora raggiunto l'età richiesta. L'arcivescovo Giovanni si scontrò con l'influente Bertoldo in numerose occasioni. Il fratello della regina Gertrude fu tacitamente sostenuto da re Andrea II nei suoi sforzi. Su richiesta di Giovanni, papa Innocenzo confermò il diritto alla sua dignità di incoronare il monarca ungherese nel 1209. Tuttavia, Bertoldo si servì delle sue relazioni familiari e della sua influenza presso la corte reale per mettere sotto pressione Giovanni. In queste circostanze, quest'ultimo fu propenso a suggellare un accordo nel 1211: i due arcivescovi incaricarono Roberto, vescovo di Veszprém, e Pietro, vescovo di Győr, di preparare una bozza da presentare alla Curia romana. La proposta prevedeva che il diritto all'incoronazione spettasse in capo all'arcivescovo di Esztergom, a eccezione dei casi di rifiuto esplicito, impedimento, gravi motivi di salute o sede vacante; in quelle circostanze, la procedura sarebbe stata eseguita dall'omologo di Kalocsa. Inoltre, il documento prevedeva che le cosiddette "seconde incoronazioni" (durante gli eventi festivi) dovevano essere celebrate in maniera congiunta e la riscossione delle decime finiva assegnata a Esztergom, benché Giovanni dovette rinunciare a ogni sua prerogativa (ossia la sovrintendenza sulle chiese reali, abbazie e prevosture, giurisdizione ecclesiastica sui funzionari reali) nella provincia ecclesiastica di Kalocsa. La stesura di questo documento fu incoraggiata e seguita con attenzione anche dallo stesso Andrea II. Tuttavia, il pontefice si rifiutò di controfirmare il documento il 12 febbraio 1212, riferendosi alle «conseguenze dannose» che ne sarebbero seguite in Ungheria. Su richiesta di Andrea II, Pietro e Roberto scortarono l'impopolare e minacciato Bertoldo fino al confine austriaco nel 1214, protetti dai soldati episcopali di Győr e Veszprém. A giudizio di János Horváth, Pietro scrisse il suo lavoro tra il 1215 e il 1217 in un contesto ancora abbastanza scosso dal recente assassinio di Gertrude di Merania del 1213.
Nel 1214, Andrea II domandò a Innocenzo di esonerare, tra gli altri, Pietro e il vescovo di Pécs Kalán Bár-Kalán dall'obbligo di partecipare al Quarto Concilio Lateranense, poiché intendeva adempiere al voto di suo padre Béla III di guidare una crociata e desiderava lasciare la sua famiglia e il regno alle cure dell'arcivescovo Giovanni. Tuttavia, Andrea finì per posporre nuovamente i preparativi per la crociata. Nel frattempo, nella metà del 1215, il vescovo Pietro si recò in visita a Costantinopoli e negoziò con Enrico di Fiandra i preparativi del matrimonio che avrebbe dovuto svolgersi tra Andrea II e Iolanda, la figlia del cognato dell'imperatore Pietro II di Courtenay. Concluso l'accordo, Pietro condusse la regina in Ungheria attraverso i Balcani e Andrea e Iolanda si sposarono in quello stesso anno. Nel luglio del 1216, il neoeletto papa Onorio III sollecitò nuovamente Andrea a onorare il voto del padre di guidare una crociata. Nel mezzo dei preparativi per la guerra, Pietro fece sì che Andrea II confermasse tutti i possedimenti e i privilegi del capitolo collegiale di Vasvár della sua diocesi. Un documento della corona del 1224 attesta la concessione dell'insediamento di Szovát nel comitato di Győr (l'odierna Bágyogszovát). Nel maggio del 1217, l'esercito di Andrea iniziò il suo viaggio verso la Terra Santa con la partecipazione di Tommaso, vescovo eletto di Eger e Pietro di Giavarino. A luglio, partirono da Zagabria e si imbarcarono a Spalato due mesi dopo, da cui salparono le navi che li condussero ad Acri, dove sbarcarono in ottobre. Andrea e il suo esercito parteciparono agli infruttuosi scontri sul monte Tabor condotti contro gli Ayyubidi. Quando Andrea decise di tornare a casa all'inizio del 1218, Tommaso e Pietro rimasero in Siria, dove quest'ultimo morì in quello stesso anno. Secondo István Erőss, fu ucciso negli scontri sui monti dell'Anti-Libano. La Cronica Reinhardsbrunnensis narra di due vescovi ungheresi dal nome ignoto i quali perirono durante l'assedio di Damietta. Lo storico Gyula Pauler li ha identificati con Pietro di Giavarino e Simone, vescovo di Gran Varadino.